# Freek Mulders
Freerk Johannes (Freek en Fred) Mulders (Amsterdam, 18 september 1911 – Mexico-Stad, 5 mei 1960) was een Nederlands gitarist.

## Familie
Hij was zoon van het Groninger onderwijzersechtpaar Anna Wilkens en Johannes Mulders, die laatste overleed toen Freek Mulders zes jaar oud was. Zelf was hij tussen 1 juni 1938 en 23 juni 1944 getrouwd met kunstschilderes Milly van Duivenbode. Later hertrouwde hij met Joanna Dennet van wie hij weer vrij snel scheidde. Zijn volgende echtgenote Corlu Howes leerde hij kennen via de The Baroque Players en Bay Aera Classic Guitar Society in San Francisco.

## Leven tot en met 1945
Het zag er niet naar uit dat hij muzikant was. Hij doorliep de Mulo en daarna de Middelbare technische school. Tijdens zijn militaire dienstplicht zou hij bijna uitgegroeid zijn tot onderofficier, maar ongeoorloofde afwezigheid liet dat niet toe. Terug in de burgerwereld ging hij werken in de staalindustrie, maar de crisis deed hem uitwijken naar zijn hobby, de gitaar. In eerste instantie liet hij zich inspireren door de jazz, maar toen hij Andrés Segovia hoorde, stapte hij over naar de klassieke en Spaanse gitaar. En zo kwam ook zijn liefde voor de luitmuziek van Johann Sebastian Bach tot stand. Hij was daarbij grotendeels autodidact. Via de Amsterdamse kunstwereld werd hij actief in het communisme. Met Carel Blazer en Maarten van Gilse ging hij in 1935 naar Italië als correspondent voor De Tribune. Hij kwam daarbij in aanraking met het opkomend fascisme onder Benito Mussolini, stond op het punt gearresteerd te worden, maar kon via Frankrijk uitwijken naar Barcelona. Daar kon hij zijn gitaarspel verder verfijnen door les te nemen van Miguel Llobet en de Escola Municipal de Musica alwaar hij de fijne kneepjes bijgebracht kreeg van de flamenco. Zijn vlucht naar Barcelona bracht hem van de regen in de drup; hij kreeg er via de staatsgreep van Francisco Franco te maken met de Spaanse Burgeroorlog. Mulders streed mee aan de zijde van de volksmilities, maar wees de theorieën van Jozef Stalin af en kwam zo in onmin met de communistische zijde; hij werd gevangen gezet. Via de Nederlandse ambassade kwam hij vrij en mocht naar Frankrijk, Parijs vertrekken, alwaar hij ziek werd. Verzorgd door echtgenote Van Duivenbode kwam het paar terug naar Amsterdam, alwaar hij het cabaret- en revuecircuit in dook. Ook verdiepte hij zich met collegae Jan Maarten Komter en Herman Reeskamp verder in de klassieke gitaar, waarbij de muziek van Constantijn Huygens een grote rol speelde. In 1939 moest hij weer in dienst (herhaling), werd militair kampioen schaatsen korte baan en reed op 30 januari 1940 de Elfstedentocht uit. Jef Last noemde hem in zijn verslag/roman Elfstedentocht. De Tweede Wereldoorlog maakte een eind aan zijn militaire loopbaan en hij keerde terug naar de gitaar. Hij gaf privélessen, maar was ook leraar aan de Amsterdamse Volksmuziekschool. Leerlingen van hem waren onder andere Gerard Gest en Carlo Mell. Ook werkte hij met zijn vrouw in het Amsterdamse restaurant van Jef Last, tot dat de bezetter door allerlei maatregelen het zaken doen verhinderde. Ook de studie naar het werk van Huygens stopte, omdat de gitaristen geen lid wilden worden van de Kultuurkamer. In tegendeel, Mulders zou verder onbekend verzetswerk gaan verrichten, al dan niet onderdeel zijnde van CS-6. Het leidde ertoe dat hij door de Sicherheitsdienst werd opgepakt en werd vastgezet in Kamp Vught, waarbij hij als kunstenaar enige bescherming kreeg. Zelfs zijn gitaar kon naar binnen worden gesmokkeld. Hij maakte er wel kennis met Frank Goedhart, één van de oprichters van Het Parool. Om onbekende reden werd hij vrijgelaten en startte het restaurant Iberia aan de Spuistraat. Toch bleef het verzet hem trekken; hij was betrokken bij het verzetsblad De Vonk.

## Leven na 1945
Via opnieuw omzwervingen belandde hij toch weer in Amsterdam, alwaar hij een hernieuwde samenwerking aanging met Jef Last. Ze brachten het tot voorstellingen in de Amsterdamse Stadsschouwburg. Mulders schreef zelf muziek voor toneel en film als ook de Nederlandse vertaling van Guárdate del Agua Mansa van Pedro Calderon de La Barca, hetgeen met een sterrencast meer dan vijftig uitvoeringen beleefde. In de periode vlak na de oorlog liep zijn relatie met Van Duivenbode stuk; Mulders vertrok naar Parijs en Zwitserland. Van daaruit vertrok hij naar de Verenigde Staten waar zijn broer woonde. Er volgden verblijven en baantjes, al dan niet in gitaaronderwijs in Chicago, New York, Hollywood en uiteindelijk San Francisco, alwaar hij binnen de latin gemeenschap weer onderdak vond als gitarist/bediende in de horeca. Hij nam er de schuilnaam Guido Daunic aan, groeide uit tot conciërge en leraar aan de plaatselijke muziekschool.
Hij kreeg er echter vanwege zijn verleden te maken met het Mccarthyisme, communistenjacht onder Joseph McCarthy. Ondanks een scherpe briefwisseling werd zijn visum niet verlengd en Mulders en Howes vertrokken naar Mexico. Hij verdiepte zich in de Indiaanse cultuur en samen met Bob Schalkwijk bezocht Mulders in 1958 de otomi-indianen in Hidalgo. Mulders werd correspondent van De Groene Amsterdammer en Panorama. Dit leidde tot het geven van lezingen etc. tot aan een programma van de BBC aan toe. Eind 1959 werd hij ziek; zijn ziekte werd in eerste instantie verkeerd gediagnosticeerd; hij overleed in een Mexicaans ziekenhuis aan kanker.
Gerda van der Veen en Ed van der Elsken zouden hem nog bezoeken, maar kwamen te laat. Een rondreis door Mexico met Howes leverde nog het fotoboek Sweet Life op. Als gitarist is hij weinig bekend gebleven, maar wel een schakel in de gitaarlijn Miquel Llobet, Freek Mulders, Gerard Gest en Jan Akkerman.

## Eerbetoon
- Marius Flothuis, net als Mulders een kampgevangene in Vught, heeft zijn compositie Folia aan Mulders opgedragen.[5]